# Tomasz Olejnik
Tomasz „Oley” Olejnik (ur. 11 stycznia 1965) – polski wokalista i autor tekstów. Jeden z założycieli i wieloletni wokalista rockowej grupy muzycznej Proletaryat.
W 1987 roku w Pabianicach Olejnik wraz z Dariuszem Kacprzakiem i Jarosławem Siemienowiczem założył grupę Proletaryat. W 1988 roku ukazała się pierwsza kaseta zespołu pt. Revolt, która wzbudziła zainteresowanie publiczności, jak i krytyków muzycznych. Rok później zespół wystąpił na festiwalu w Jarocinie, gdzie otrzymał trzy główne nagrody – publiczności, dziennikarzy i organizatorów.
W latach późniejszych mimo częstych zmian składu Olejnik i Kacprzak pozostający jedynymi stałymi członkami nagrali szereg albumów m.in. Proletariat, Czarne Szeregi, IV czy Zuum, na którym stopniowo była rozwijana formuła muzyki prezentowanej przez Proletaryat.

## Dyskografia

### Gościnne występy
- Piersi – 60/70 Piersi i przyjaciele (1994)[5]
- Dżem – List do R. na 12 głosów, vol.2 (1995)[6]

## Filmografia
- Historia polskiego rocka: Teoria hałasu (2008, film dokumentalny, reżyseria: Leszek Gnoiński, Wojciech Słota)